# Olecryptotendipes secundus
Olecryptotendipes secundus är en tvåvingeart som först beskrevs av Oksana V. Zorina 2003.  Olecryptotendipes secundus ingår i släktet Olecryptotendipes och familjen fjädermyggor. Inga underarter finns listade i Catalogue of Life.